# Medi Sadoun
Medi Sadoun (Parigi, 8 luglio 1973) è un attore francese.

## Biografia
È nato a Parigi da padre originario dell'Algeria, e da madre italiana.

## Filmografia parziale
- De l'huile sur le feu, regia di Nicolas Benamou (2011)
- Mea culpa, regia di Fred Cavayé (2014)
- Non sposate le mie figlie! (Qu'est-ce qu'on a fait au Bon Dieu?), regia di Philippe de Chauveron (2014)
- Les Francis, regia di Fabrice Begotti (2014)
- Una squadra da sogno (La Dream Team), regia di Thomas Sorriaux (2016)
- Débarquement immédiat !, regia di Philippe de Chauveron (2016)
- Alibi.com, regia di Philippe Lacheau (2017)
- Non sposate le mie figlie! 2 (Qu'est-ce qu'on a encore fait au Bon Dieu?), regia di Philippe de Chauveron (2019)
- Riunione di famiglia - Non sposate le mie figlie! 3 (Qu'est-ce qu'on a tous fait au Bon Dieu?), regia di Philippe de Chauveron (2021)
- 2 matrimoni alla volta (Alibi.com 2), regia di Philippe Lacheau (2023)

## Doppiatori italiani
- Lorenzo Scattorin in Non sposate le mie figlie!, Non sposate le mie figlie! 2, Riunione di famiglia - Non sposate le mie figlie! 3
- Christian Iansante in Alibi.com